# Köpkraft
Ett hushålls köpkraft är dess förmåga att köpa. Den är vanligtvis beroende av inkomst, förmögenhet och priser på konsumtionsvaror.
En valutas köpkraft är dess bytesvärde. Köpkraften är högre ju lägre prisnivå det är i landet.